# Ștefan Dobay
Ștefan Dobay, nato István Dobay (Újszentes, 26 settembre 1909 – Târgu Mureș, 7 aprile 1994), è stato un calciatore e allenatore di calcio rumeno, di ruolo attaccante.

## Carriera
Fu per 4 volte capocannoniere del campionato rumeno (1932-33, 1933-34, 1934-35, 1936-37), che vinse in 4 occasioni da calciatore (1932-33, 1934-35, 1935-36, 1937-38) ed una volta da allenatore (1956). In carriera vinse inoltre 2 Coppe di Romania (1933–34, 1935–36).

## Palmarès

### Giocatore

#### Competizioni nazionali
- Campionato rumeno: 4

Ripensia Timisoara: 1932-1933, 1934-1935, 1935-1936, 1937-1938
- Coppa di Romania: 2

Ripensia Timisoara: 1933-1934, 1935-1936

### Nazionale
- Coppa dei Balcani per nazioni: 1

1933

### Allenatore

#### Competizioni nazionali
- Campionato rumeno: 1

Steaua Bucarest: 1956